# Virslīga 2012
La Virslīga 2012 è stata la 21ª edizione della massima divisione del calcio lettone dalla ritrovata indipendenza e la 38ª con questa denominazione. La stagione è iniziata il 24 marzo e si è conclusa il 10 novembre 2012. Le squadre partecipanti erano 10, una in più della stagione precedente. Il Daugava ha vinto il titolo per la prima volta.

## Formula
Le 10 squadre partecipanti si sono affrontate in due gironi di andata e ritorno, per un totale di 36 partite.
La squadra campione di Lettonia ha il diritto a partecipare alla UEFA Champions League 2013-2014 partendo dal secondo turno preliminare.
Le squadre classificate al secondo e terzo posto sono ammesse alla UEFA Europa League 2013-2014 partendo dal primo turno preliminare.
La vincitrice della Coppa nazionale è ammessa alla UEFA Europa League 2013-2014 partendo dal secondo turno preliminare.
La penultima classificata affronta in uno spareggio la seconda classificata della 1. Līga 2012, mentre l'ultima classificata è retrocessa direttamente in 1. Līga.

## Squadre partecipanti
| Club              | Città      | Stadio                   | Posizione 2011      |
| ----------------- | ---------- | ------------------------ | ------------------- |
| Daugava           | Daugavpils | Stadio Daugava           | 3º posto            |
| Daugava Rīga      | Riga       | Stadio Daugavas          | 8º posto            |
| Gulbene           | Gulbene    | Gulbenes SC              | 7º posto            |
| Jelgava           | Jelgava    | Centro Sportivo Zemgales | 6º posto            |
| Jūrmala           | Jūrmala    | Stadio Slokas            | 5º posto            |
| Metalurgs Liepāja | Liepāja    | Stadio Daugava           | 2º posto            |
| Metta/LU          | Riga       | Stadio Arkādija          | 1º posto in 1. Līga |
| Skonto            | Riga       | Stadio Skonto            | 4º posto            |
| Spartaks Jūrmala  | Jūrmala    | Stadio Slokas            | 2º posto in 1. Līga |
| Ventspils         | Ventspils  | Stadio Olimpico          | Campione            |

## Classifica
|                     | Pos. | Squadra           | Pt | G  | V  | N  | P  | GF | GS | DR  |
| ------------------- | ---- | ----------------- | -- | -- | -- | -- | -- | -- | -- | --- |
| Lettonia (bandiera) | 1.   | Daugava           | 78 | 36 | 23 | 9  | 4  | 64 | 25 | +39 |
|                     | 2.   | Skonto            | 74 | 36 | 21 | 11 | 4  | 58 | 22 | +36 |
|                     | 3.   | Ventspils         | 74 | 36 | 23 | 5  | 8  | 63 | 22 | +41 |
|                     | 4.   | Metalurgs Liepāja | 70 | 36 | 21 | 7  | 8  | 60 | 33 | +27 |
|                     | 5.   | Spartaks Jūrmala  | 49 | 36 | 13 | 10 | 13 | 61 | 56 | +5  |
|                     | 6.   | Jūrmala           | 39 | 36 | 10 | 9  | 17 | 47 | 49 | -2  |
|                     | 7.   | Jelgava           | 31 | 36 | 7  | 10 | 19 | 32 | 56 | -24 |
|                     | 8.   | Metta/LU          | 29 | 36 | 7  | 8  | 21 | 39 | 82 | -43 |
|                     | 9.   | Daugava Rīga      | 27 | 36 | 5  | 12 | 19 | 42 | 79 | -37 |
|                     | 10.  | Gulbene           | 24 | 36 | 5  | 9  | 22 | 28 | 70 | -42 |

Legenda:

      Campione di Lettonia e ammessa alla UEFA Champions League 2013-2014

      Ammesse alla UEFA Europa League 2013-2014

      Retrocessa in 1. Līga

## Risultati
|              | Dau     | DRi     | Gul     | Jel     | Jur     | Met     | MLU     | Sko     | Spa     | Ven     |
| ------------ | ------- | ------- | ------- | ------- | ------- | ------- | ------- | ------- | ------- | ------- |
| Daugava      | ––––    | 3-1 3-0 | 3-0 1-0 | 2-0 0-0 | 2-0     | 0-0 1-0 | 2-0 0-0 | 1-1 0-0 | 1-0 3-2 | 3-0 0-0 |
| Daugava Riga | 0-4 0-3 | ––––    | 2-2 1-1 | 1-0 1-2 | 1-1 1-2 | 1-3 3-3 | 1-0 1-1 | 1-1 1-3 | 1-2 2-5 | 1-4 0-4 |
| Gulbene      | 0-2 1-3 | 0-0 2-1 | ––––    | 1-2 0-1 | 2-0 0-1 | 1-1 1-3 | 5-1 0-3 | 0-1 0-4 | 0-3 0-1 | 0-5 1-2 |
| Jelgava      | 1-2 0-2 | 3-4 2-2 | 0-1 0-0 | ––––    | 0-2 1-3 | 0-2 1-2 | 1-4 1-1 | 1-2 1-1 | 1-3 3-2 | 0-2 0-1 |
| Jūrmala      | 6-1 2-4 | 1-1 2-3 | 2-2 4-0 | 0-0 3-1 | ––––    | 0-2     | 0-0 3-0 | 3-3 0-0 | 0-1 0-3 | 1-2 0-1 |
| Metalurgs    | 2-0 1-3 | 1-0 4-0 | 0-1 3-1 | 1-1 2-0 | 2-0 3-2 | ––––    | 3-2 4-1 | 0-1 1-0 | 1-2 2-1 | 0-0 1-0 |
| Metta/LU     | 1-1 0-5 | 0-3 4-3 | 0-0 1-1 | 1-1 1-3 | 0-2 0-3 | 4-1 1-0 | ––––    | 1-2     | 2-1 3-3 | 1-6 0-2 |
| Skonto       | 3-0 0-0 | 1-0 1-1 | 4-1 3-1 | 2-3 2-0 | 1-0     | 0-1 3-1 | 5-0     | ––––    | 1-0 0-0 | 1-0     |
| Spartaks     | 2-2 0-3 | 2-2     | 3-1 2-2 | 2-0 1-1 | 0-0 4-2 | 2-2 0-3 | 3-1 3-4 | 2-2 0-1 | ––––    | 2-0 0-3 |
| Ventspils    | 1-2 1-0 | 2-0 5-0 | 3-0 4-0 | 0-1 0-0 | 1-1 2-1 | 1-0 0-3 | 1-0 4-0 | 0-0 1-0 | 3-2 2-0 | ––––    |

### Play-off promozione/retrocessione
|              |       |              | Città e data           |
| ------------ | ----- | ------------ | ---------------------- |
| Daugava Rīga | 1 - 0 | BFC Daugava  | Riga, 14 novembre 2012 |
| BFC Daugava  | 1 - 3 | Daugava Rīga | Riga, 18 novembre 2012 |

Il Daugava Rīga ottiene la permanenza in Virslīga.

## Classifica marcatori
| Gol |  |  | Giocatore           | Squadra           |
| --- |  |  | ------------------- | ----------------- |
| 18  |  |  | Mamuka Ghonghadze   | Daugava           |
| 15  |  |  | Yōsuke Saitō        | Gulbene           |
| 12  |  |  | Antons Jemeļins     | Spartaks Jūrmala  |
| 12  |  |  | Daniils Turkovs     | Ventspils         |
| 12  |  |  | David Cortés        | Spartaks Jūrmala  |
| 11  |  |  | Tadas Labukas       | Skonto            |
| 11  |  |  | Valērijs Šabala     | Skonto            |
| 10  |  |  | Vladimirs Kamešs    | Metalurgs Liepāja |
| 10  |  |  | Mārtiņš Milašēvičs  | Metta/LU          |
| 10  |  |  | Valērijs Afanasjevs | Metalurgs Liepāja |
| 10  |  |  | Patrick Twumasi     | Spartaks Jūrmala  |
| 10  |  |  | Stanley Ibe         | Daugava           |
| 10  |  |  | Vitālijs Zils       | Daugava Rīga      |
| 9   |  |  | Alans Siņeļņikovs   | Skonto            |
| 9   |  |  | Ģirts Karlsons      | Metalurgs Liepāja |